# Guia Culinário do Falido
Guia Culinário do Falido é uma história em quadrinhos brasileira lançada pela Balão Editorial em 2015 e que traz histórias curtas desenvolvidas pelos quadrinistas Leo Finocchi, Marília Bruno, Samanta Flôor, Felipe 5Horas e Fernanda Chiella apresentando receitas culinárias de forma humorística. O livro ganhou o Troféu HQ Mix de 2016 na categoria "melhor publicação de humor". Ainda em 2016, o livro ganhou uma continuação chamada Guia de Viagem do Perdido, com os mesmos autores, e tendo como tema viagens.